# Mombasa Island
Mombasa Island ist eine knapp sechs mal vier Kilometer große Insel im Süden von Kenia. Die Altstadt von Mombasa liegt auf der Insel.
Die Insel bildet die Mombasa Island Division, eine von vier Divisionen des Mombasa County. 

## Geographie
Mombasa Island grenzt nur im Südosten an den offenen Indischen Ozean. Im Westen liegt der Kilindini Port, ein Meeresarm, und im Osten das Ästuar des Tudor Creeks. 

## Infrastruktur
Mombasa Island wird durch die Makupa-Straße im Nordwesten und durch die Nyali-Brücke im Nordosten mit dem Festland verbunden. Im Süden kann man das Festland mit der Likoni erreichen, die den Kilindini Port überquert. 
Die Altstadt von Mombasa liegt im Südosten der Insel, der moderne Tiefseehafen Port Reitz im Nordwesten. Dieser ist mit einer Eisenbahnbrücke und einer Straße mit dem Festland verbunden (Kibarani/Makupa Causeway). 
Außerdem ist Mombasa mit Nairobi und Uganda durch die Uganda-Bahn verbunden und besitzt einen internationalen Flughafen (Moi International Airport).
Ebenso befinden sich das Fernbustermimal und der Fernbahnhof dort.